# Клявін Роберт Альбертович
Роберт Альбертович Клявін (Роберт Візиренко; 10 лютого 1929, Одеса, УРСР, СРСР — 15 серпня 2002, Київ, Україна) — радянський і український артист балету, балетмейстер. Народний артист УРСР (1979).

## Життєпис

Могила Роберта Клявіна

Роберт Клявін (Візиренко) народився 10 лютого 1929 року в Одесі. В 1949 році закінчив Ленінградське хореографічне училище. З того ж року — соліст Київського театру опери і балету.
У 1969–1973 і 1979–1985 роках — Головний балетмейстер цього театру.
У 1985–1987 роках — працював у Київському дитячому музичному театрі. З 1987 року — в оперних театрах Белграда і Нового Саду (Сербія), Загреба (Хорватія).
Помер 15 серпня 2002 року в Києві. Похований на Міському цвинтарі «Берківці». Надгробний пам'ятник — скульптура в образі хана Гірея з балету Бориса Астаф'єва «Бахчисарайський фонтан». Автор Олексій Володимиров.

## Творчість
Здійснив постановки балетів
Київський театр опери та балету ім. Т. Шевченка:
- «Кіт у чоботях» В. Гомоляки (1963);
- «Кам'яна квітка» С. Прокоф'єва (1965);
- «Дон Кіхот» Л. Мінкуса (1972);
- «Лебедине озеро» П. Чайковського (1972);
- «Муха-Цокотуха» Д. Салиман-Владимирова (1981);
- «Чарівний сон» на музику М. Лисенка (1983);

Донецький театр опери та балету:
- «Оксана» В. Гомоляки (1964).

Поставив танці в операх:
- «Євгеній Онєгін» П. Чайковського (1983; Київський театр опери та балету ім. Т. Шевченка);
- «Царева наречена» М. Римського-Корсакова (1998; Київський театр опери та балету ім. Т. Шевченка);
- «Золоторогий олень» О. Костіна (1986; Київський дитячий музучний театр).

Виконував партії:
- Степан («Лілея» Данькевича);
- Лукаш («Лісова пісня» Скорульського);
- головні партії в балетах П. Чайковського, Л. Мінкуса;
- Софрон, Паша («Маруся Богуславка» А. Свєчникова);
- Іван («Чорне золото» В. Гомоляки);
- Ґірей («Бахчисарайський фонтан» Б. Асаф'єва);
- Андрій Волконський («Княгиня Волконська» Ю. Знатокова);
- Меркуціо («Ромео і Джульєтта» С. Прокоф'єва);
- Зигфрід, Ротбарт, Дезіре («Лебедине озеро», «Спляча красуня» П. Чайковського);
- Жан де Брієн, Абдерахман («Раймонда» О. Глазунова);
- Альберт («Жізель» А. Адана);
- Базіль, Еспада («Дон Кіхот» Л. Мінкуса);
- Алі-батир («Шурале» Ф. Ярулліна);
- Спартак, Гармодій («Спартак» А. Хачатуряна).

## Фільмографія
Знімався у фільмах:
- «Андрієш» (1954, Чорний Вихорь)
- «300 років тому…» (1956, бискуп Леонтовський)
- «Лілея» (1959, Степан)
- «Летючий корабель» (1960, Змій)
- «Будні карного розшуку» (1973, Лавров) та ін.

Хореографія у фільмах:
- «Циган» (1967)
- «Фантастична історія» (1988, у співавт. з А. Рубіною)